# Roman Tugarinov
Roman Ruslanovich Tugarinov (Cyrillisch: Роман Русланович Тугаринов) (Oelan-Oede, 20 oktober 1999) is een Russisch-Spaans voetballer die door Telstar van RCD Espanyol gehuurd wordt.

## Carrière
Roman Tugarinov werd geboren in het Siberische Oelan-Oede, maar verhuisde als kind naar Spanje. Hier speelde hij in de jeugd van FC Barcelona, UE Cornellà en nogmaals FC Barcelona. In het seizoen 2018/19 werd Tugarinov door Barcelona verhuurd aan zijn oude jeugdclub Cornellà, waarmee hij op het derde niveau van Spanje speelde. Cornellà werd vierde in de Segunda División B, maar kon in de play-offs geen promotie afdwingen. Na dit seizoen vertrok Tugarinov bij Barcelona, en ging bij stadgenoot RCD Espanyol spelen. Hier zat hij enkele wedstrijden op de bank bij het eerste elftal, maar speelde voornamelijk in het tweede elftal in de Segunda División B. In 2021 werd Tugarinov voor twee seizoenen verhuurd aan Telstar. Hij debuteerde voor Telstar op 14 november 2021, in de met 1-1 gelijkgespeelde uitwedstrijd tegen De Graafschap.

### Statistieken
| Seizoen                         | Club           | Land           | Competitie         | Competitie | Competitie | Beker | Beker | Overig | Overig | Totaal | Totaal |
| Seizoen                         | Club           | Land           | Competitie         | Wed.       | Dlp.       | Wed.  | Dlp.  | Wed.   | Dlp.   | Wed.   | Dlp.   |
| ------------------------------- | -------------- | -------------- | ------------------ | ---------- | ---------- | ----- | ----- | ------ | ------ | ------ | ------ |
| 2018/19                         | → UE Cornellà  | Spanje         | Segunda División B | 19         | 0          | 0     | 0     | 1      | 0      | 20     | 0      |
| 2019/20                         | RCD Espanyol B | Spanje         | Segunda División B | 11         | 0          | –     | –     | –      | –      | 11     | 0      |
| 2019/20                         | RCD Espanyol   | Spanje         | Primera División   | 0          | 0          | 0     | 0     | 0      | 0      | 0      | 0      |
| 2020/21                         | RCD Espanyol B | Spanje         | Segunda Div. B     | 16         | 0          | –     | –     | –      | –      | 16     | 0      |
| 2021/22                         | → Telstar      | Nederland      | Eerste divisie     | 6          | 0          | 1     | 0     | –      | –      | 7      | 0      |
| Carrièretotaal                  | Carrièretotaal | Carrièretotaal | Carrièretotaal     | 52         | 0          | 1     | 0     | 1      | 0      | 54     | 0      |
| Bijgewerkt op 13 september 2021 |                |                |                    |            |            |       |       |        |        |        |        |